# Qud Tolmush
Qud Tolmush é uma aldeia na província de Ardabil, no Irão. Localiza-se perto de Aqchay-e sofla, Jeqjeq-e pa'in, Khademlu, Khora'im, Kura'im, Pareh chin, Sa'in, e Siahpush.